# The Old Curiosity Shop (filme de 1934)
The Old Curiosity Shop é um filme de drama produzido no Reino Unido e lançado em 1934. É uma adaptação do romance The Old Curiosity Shop, de Charles Dickens.